# Txeliuskinets
Txeliuskinets - Челюскинец (rus) - és un khútor del krai de Krasnodar, a Rússia. És a 30 km a l'est de Briukhovétskaia i a 95 km al nord-oest de Krasnodar. Pertany a l'stanitsa de Novodjerelíievskaia.